# Cirialera herbàcia
La cirialera herbàcia, herba salada, pollet o amanida de pobre (Salicornia europaea), és una planta del gènere Salicornia.

## Morfologia
És una planta anual de tiges suculentes, articulades, d'un color verd brillant, que pot arribar a fer uns 40 cm d'alçària, ramificada, amb les branques dretes.
Les fulles són gairebé imperceptibles, ja que són molt petites, carnoses, oposades i acostades a la tija.
Les flors són molt menudes i amb prou feines es diferencien de les fulles. Es disposen de 3 en 3 segons els vèrtexs d'un triangle i quan es desprenen deixen una foseta amb 3 cavitats. La floració s'esdevé entre agost i octubre.

## Localització
A tot el litoral en indrets amb sòls salats i periòdicament inundats.
Creix sovint en poblacions denses anomenades salicornars, juntament amb altres plantes halòfiles.
En altres temps aquesta planta es cremava per obtenir-ne les cendres, riques en sosa, que s'empraven per a fer sabó i vidre.

## Possibilitat de confusió amb altres espècies
En el mateix hàbitat es poden trobar 3 espècies diferents de les anomenades cirialeres (per la seua similitud amb els ciris), amb les quals es pot confondre.
Se'n diferencien per ser plantes perennes i, per tant, poc o molt llenyoses, sobretot a la base, i per les diferents formes que tenen les fosetes de la tija un cop han caigut les flors.
Pertanyen al gènere Arthrocnemum i són de propietats i aplicacions semblants a la cirialera herbàcia.

## Època de recol·lecció
Abans de la floració, però se'n poden triar les parts tendres entre els mesos d'abril i juliol.

## Úsgastronòmic

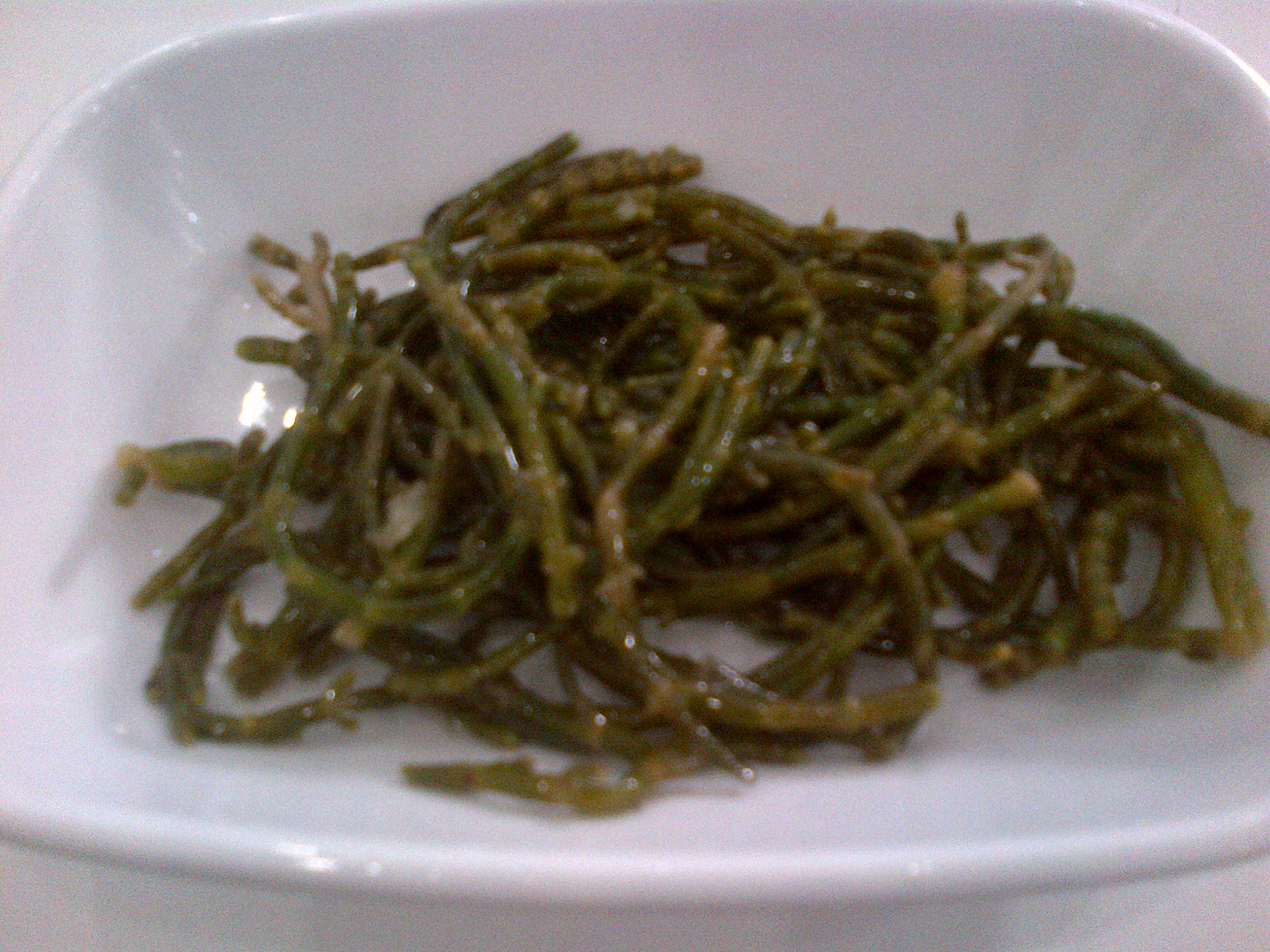
Amanida d'herba salada a Turquia.

És una planta rica en sals de iode, de sodi i de potassi.
Se n'aprofiten els brots i les parts més tendres per a afegir, confitats, a les amanides, als rostits freds o al peix.
També es poden menjar cuites com verdures (com si fossin mongetes tendres) i en forma de sopes i purés.